# 久留米大学附設中学校・高等学校
久留米大学附設中学校・高等学校（くるめだいがくふせつちゅうがっこう・こうとうがっこう、英: Kurume University Junior and Senior High School）は、福岡県久留米市野中町に所在し、中高一貫教育を提供する私立中学校・高等学校。
高等学校において、中学校から入学した内部進学の生徒と高等学校から外部進学した生徒との間で、第2学年から混合してクラスを編成する併設混合型中高一貫校。
略称は「久留米大附設」、「附設」。似ている「附属」の場合同じく久留米市内の「福岡教育大学附属久留米中学校」を指すことになる。

## 概要
旧制・私立九州医学専門学校が学制改革に伴い新制・久留米大学となる中で1950年（昭和25年）、久留米大学商学部構内に創立。旧制・私立九州医学専門学校も元々は久留米市の官民挙げての設立であり、研究・教育のノウハウを活かして設立された。創立にあたり久留米大学初代学長兼第3代理事長小野寺直助は、
1. 「久留米大学に進学する性格の学校ではなく、また男子校である必要性」、
2. 「心身の鍛練のため、文武両道の必要性」、
3. 「受験にとらわれずに純粋に学問を探究し、志望校に合格できるだけの力をつける必要性」、
4. 「教師、校長の人材の必要性」

を唱え、九州大学医学部教授板垣政参（旧制盛岡中学で一年先輩、京都帝国大学福岡医科大学（九州大学医学部の前身）で同僚）を初代校長として招聘、旧制中学教育の良い面を継承し、戦後復興と平和に貢献できる人材の育成を目指した。その希求は校歌の歌詞にも謳われている（作詞は草創期に国語教諭の大石亀次郎）。
また、九州医学専門学校創立に寄与した石橋正二郎（ブリヂストン創業者）が財団法人石橋財団を通じて移転用地買収資金を寄付し、1968年（昭和43年）、現在の野中町に移転。1969年（昭和44年）、附設中学校設立。中高一貫校となる。
「附設」という呼称は、設立の際に大学の下位に属する「附属」ではなく大学の学部と同列に位置付けるという方針による。実際に久留米大学への内部推薦制度などはなく、進学者も少ない。
学校から東側には高良山が見える。クルメツツジの咲く頃には遠足で訪れたり、クラブ活動で走って登ったりもする。北側には筑後川流域の筑後川の戦いの舞台が見える。
かつては浪人生に学習指導を行うために補習科を設置していたが、現在は廃止されている。
2005年（平成17年）度から、高校が男女共学化。2013年（平成25年）度から中学も男女共学になった。男子には「扶桑学寮」（中学：168名、高校：192名）が校内に設置されている。
2011年（平成23年）、九州新幹線の鹿児島ルート全通開通により、熊本方面からも通いやすくなった。
共学化後も男子校の特色の名残がある。高校文化祭の名称は「男く祭（おとこくさい）」。生徒達のみで作られる文化祭として有名。なお、「男く祭」の名称は久留米の方言で標準語の終助詞・間投詞の「さ」を「さい」「くさい」あるいは「くさ」ということからきており、「（俺達は）男だ!」位の意味であるが、もちろん「男臭い」にもかけてある。なお、元々は久留米大学の学園祭「あのく祭」（あのくさい、標準語で「あのね」位の意味）からきている。

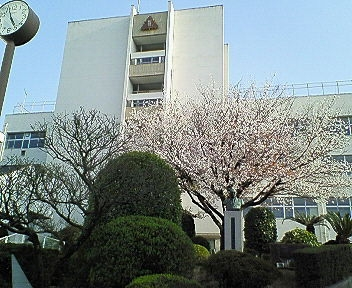
旧2号館のファサード
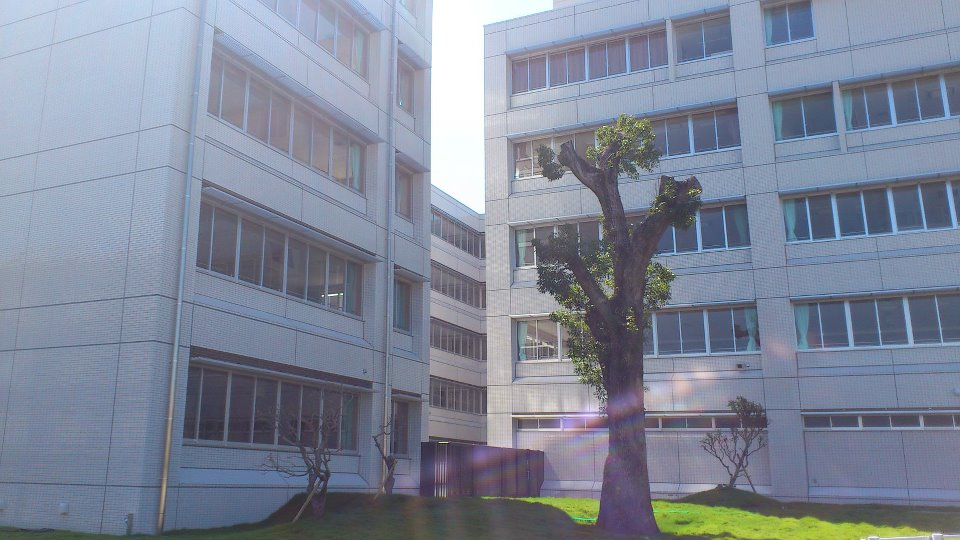
現在の東棟（高校校舎）
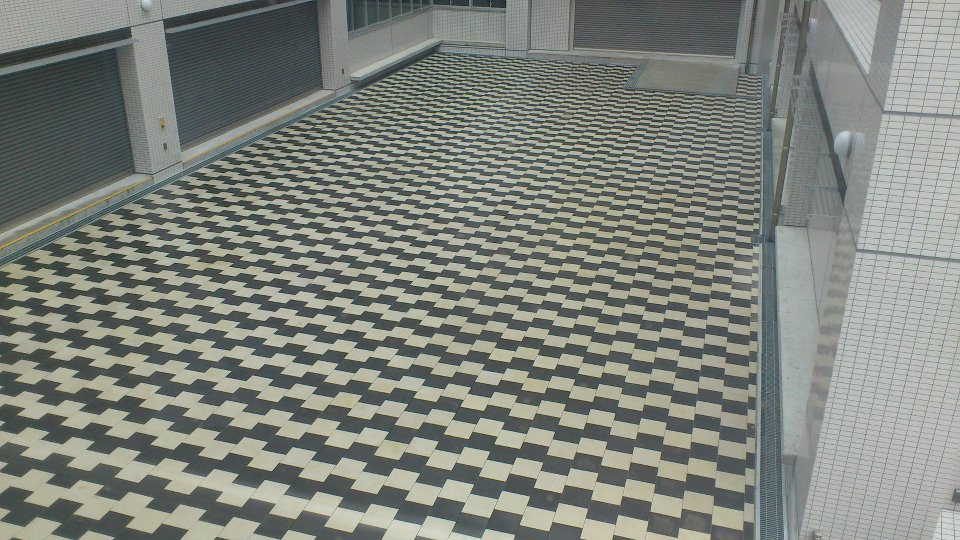
カフェウォール錯視を利用した中庭

## 沿革

### 年表
- 1950年（昭和25年）久留米大学商学部商学科の敷地内に久留米大学附設高等学校を設立（同年4月より学校教育開始）。
- 1968年（昭和43年）現在地に移転。
- 1969年（昭和44年）中学校を設立。新年度より中高一貫教育を開始。
- 2005年（平成17年）新年度入学生より高校が男女共学となる。
- 2011年（平成23年）後期より新校舎（東棟）の供用を開始。
- 2013年（平成25年）新年度入学生より中学も男女共学となる（中学44回生まで男子学級）。

## 教育理念
建学の精神
「国家社会に貢献しようとする、為他の気概をもった誠実・努力の人物の育成」
教育方針
「豊かな人間性と優れた学力とを備えた人間を育成すること」

## 象徴
校章
1951年3月1日制定。
久留米大学附設高校の前身に当たる久留米医科大学予科の校章を引き継ぎ、芙蓉の葉を意匠化したものである。芙蓉は夏に咲く清楚優雅な花。芙蓉峰は富士山の雅称であり、志気高邁、優しい人物への願いが込められている。
校章の芙蓉の葉の上に書かれていた「附中」「附高」は、2013年の中学共学を機に「附設」に変更された。
校歌
スローワルツ風の三拍子校歌は、全国的に見ても稀である。
1951年5月30日に制定したのち、同6月22日に現在の曲に変更した。
共学化に合わせて混声3部合唱版も作られた。
作詞：大石亀次郎（本校国語教諭）、作曲：藪文人（東京音楽学校卒）、補作：田村徹
制服
冬服については、男子は中学・高校ともに詰襟である。女子は中学がセーラー型ジャケット、高校がブレザー型ジャケットとなっている。

## 教育内容

### 編成
1学年は中学160名（4クラス）、高校200名（5クラス）であり、高校入試で40名（1クラス）を募集している。創立以来ずっと男子のみの募集だったが、高校は2005年度から、中学は2013年度から女子（ただし自宅から通学が条件）を受け入れるようになった。2005年度の高校共学化の際は、一部のOB、教員、生徒会などからかなりの反対意見があったものの、高校からの入学者の学力水準を維持することとなり、さらに2013年度の中学共学化により高校での運営形態が中学でも実現できる中高一貫教育となった。
「扶桑学寮」（#寄宿舎を参照）という男子寮を校内に設けており、男子は九州全域をはじめ、日本全国からの入学者がいる。

### 教育課程
中3で卒業論文製作に取り組み、夏休みまでに完成させる。完成した作品は校内で部門ごとに審査し、表彰式や作品展などを開催している。全国学芸サイエンスコンクール（旺文社）や日本学生科学賞（読売新聞社）などに応募することもでき、例年数々の入賞を果たしている。
高校からの入学者は1年次は別学となり、全生徒がこの時点で地理か日本史の社会科を選択履修する。2年に進級した際、5クラスを混合して文系・理系クラスに分けられる。高3の6月でほぼ全ての課程が終わる。
高3では学校独自の校内模試が年に4回ある。

#### 芸術総合選択
中2～3で週3時間、高1で週2時間、3年間にわたって1つのコースを履修する「芸術総合選択」の授業がある。絵画・美術工芸・陶芸・書道・映像メディア・声楽・器楽から選択する。

#### 特別講座
高3の6時間目授業終了後に希望者対象に設けられた、大学入試問題を基にした問題の演習授業である。内容は、東大、九大などの大学別、科目別に分かれており、英語に関しては、理系を対象とした「標準英語」「基礎英語」といったものから、文系向けの「難関大英語」や、「東大英語」「九大英語」といった講座まで、幅広く網羅している。

#### 歌会始
長期休暇の課題として、同校元教諭で佐藤佐太郎の門人である大津留敬の指導の下、短歌作りを定めている。歌会始では度々生徒が入選や佳作に選ばれている。

## 活動

### 生徒会活動
中高とも体育祭・送別球技大会等の行事を生徒会の総務委員会が中心となって運営する。会長選挙は中学が9月頃、高校が5月頃。

#### 中学
中学の選挙には会長候補と議長候補が立候補し、当選後、会長による副会長・議長・副議長・書記長・書記（2名）・会計長・会計（2名）の任命によって10名からなる総務委員会が発足する。また、同時に各生活委員会（風紀・学習・環境・体育・保健・図書）の委員長・副委員長も任命される。書記・会計のうち各々1名は一年生から選ばれる。

#### 高校
高校の選挙には会長候補が立候補し、当選後会長による副会長・書記（2名）・会計（2名）・庶務（2名）の任命によって10名からなる総務委員会が発足する。また、同時に各運営委員会（文化・体育・風紀・図書・環境・広報・保健・HR）の委員長・副委員長も任命される。

### 部活動
下校時刻は18時となっている。最近では囲碁将棋部やテニス部、演劇部、陸上部、ディベート部、クイズ研究部、天文部、化学部、レゴ部などが全国大会に出場した。
第38回全国高等学校総合文化祭（2014年、茨城県）では高校演劇部が全国優勝した（題目「女子高生」）。演劇で全国優勝は福岡県としても初めてのことであった。
第2回科学の甲子園には福岡県代表として全国大会に出場しており、第10回大会（2021年現在）まで連続出場している。
第44回全国高等学校総合文化祭（2020年、高知県）には高校合唱部出場決定している。新型コロナウィルスの影響で現地での開催は無くなっている。

## 寄宿舎
「扶桑学寮」という名の男子寮を校内に設けている。高校寮（定員192名）と中学寮（定員168名）は別棟。入寮は自由で、寮生よりも通学生の割合が多い（およそ1:3）。なお、女子寮を福岡県小郡市近辺に建設するという計画があったが、破綻している。

## 交通アクセス
バス
- 西鉄バス久留米
  - 附設高校前バス停 - 正門前。西鉄久留米駅（1Fバスセンター）よりバスで約15分。ただし交通渋滞で遅れることが多く、25分ほど掛かることがある。
    - 2番系統（野中経由・信愛女学院行き）
    - 7番系統（船塚経由・信愛女学院行き）

  - 十三部バス停 - 国道322号上。徒歩10分程度。
    - 1・7・8・9・20・22・24・25・40・48番
- 鉄道
  - JR九州
    - 久留米大学前駅（久大本線）- 久留米大学敷地内を横断して徒歩20分以内。
    - JR久留米駅（鹿児島本線）- 駅前よりバスで約25分。（西鉄バス2番・7番系統）

  - 西鉄
    - 西鉄久留米駅（天神大牟田線）- 1Fバスセンターよりバスで約15分。（西鉄バス2番・7番系統）

## 歴代校長
- 初代 1950-1959 板垣政参
- 二代 1959-1961 楢崎広之助
- 三代 1961-1965 大内覚之助
- 四代 1965-1979 原巳冬
- 五代 1979-1990 世良忠彦
- 六代 1990-1993 緒方道彦
- 七代 1993-1998 鹿毛勲臣
- 八代 1998-2007 樋口忠治
- 九代 2007-2008 古田智信
- 十代 2008-2017 吉川敦
- 十一代 2017- 町田健

## 著名な出身者
- 青沼隆之（名古屋高等検察庁検事長、次長検事、法務省保護局長）
- 荒川豊（九州大学教授）
- 荒戸完（DJ、ナレーター）
- 石橋秀一（実業家、ブリヂストンCEO）
- 井上治（実業家、住友電気工業代表取締役社長、日本電線工業会会長）
- 井原裕（精神科医、獨協医科大学教授）
- 上田泰己（理化学研究所再生・発生科学総合研究センターチームリーダー）
- 大家敏志（財務副大臣、参議院議員、福岡県議会議員）
- 大藪龍介（政治学者、運動家、福岡教育大学教授）
- 緒方禎己（第99代警視総監）
- 河北秀也（東京芸術大学美術学部デザイン科教授、アートディレクター）
- 楠田大蔵（福岡県太宰府市長、衆議院議員）
- 熊谷敦史（医学者、外科医〈被ばく医療学、甲状腺学〉）
- 桑野智宏（NHKドラマディレクター）
- 小西陸斗（朝日放送テレビアナウンサー）
- 古賀篤（衆議院議員）
- 古東哲明（広島大学総合科学部名誉教授、NHK文化センター講師、哲学者）
- 国武豊喜（九州大学工学部教授、文化勲章受章）
- 椎葉ユウ（ラジオパーソナリティ）
- 下野元也（国土交通省九州運輸局長）
- 城下尊之（芸能リポーター）
- 孫泰蔵（実業家、Mistletoe代表取締役社長、孫正義の実弟）
- 孫正義（ソフトバンクグループ創業者、実業家）※中退
- 髙田旭人（ジャパネットたかた代表取締役社長、髙田明の長男）
- 高山博（歴史学者）
- 武内和久（第16代北九州市長、厚生労働官僚）
- 谷口崇（アニメクリエイター）
- 鶴丸哲哉（ルネサスエレクトロニクス会長）
- 徳永博基（駐ベラルーシ特命全権大使）
- 友田オレ（お笑い芸人）
- 鳥越俊太郎（ジャーナリスト）
- 中野三敏（国文学者、九州大学名誉教授、文化功労者）
- 中沢直人（歌人、憲法学者）
- 野原諭（第15代経済産業省商務情報政策局長）[10]
- 信國太志（デザイナー）※中退
- 葉玉匡美（弁護士、法務省民事局付検事）
- 服部良一（衆議院議員）
- 福嶋健一郎（衆議院議員）
- 藤野公之（文部科学省大臣官房文部科学戦略官、東京工業大学理事・副学長）
- 細川隆司（九州歯科大学歯学部歯学科教授、日本口腔インプラント学会専門医・指導医、日本補綴歯科学会専門医・指導医）
- 堀江貴文（実業家、著作家、ライブドア社長）
- 町田健（言語学者、名古屋大学大学院文学研究科教授、久留米大学附設中学校高等学校校長）
- 松居大悟（脚本家、演出家）
- 松永泰行（政治学者、東京外国語大学教授）
- 丸山達也（公選第19-20代島根県知事）
- 三木雄信（実業家、日本年金機構理事）
- 簑原悠太朗（八女市長、経産官僚）
- 村井利彰（実業家、ニチレイ社長、日本冷蔵倉庫協会会長、大日本水産会副会長、食品産業センター副会長）
- 本村健太郎（弁護士、タレント）
- 山田パンダ（ミュージシャン、「かぐや姫」メンバー）※中退
- 吉松孝（番組キャスター、プロデューサー）